# Branchinecta vuriloche
Branchinecta vuriloche är en kräftdjursart som beskrevs av Cohen 1985. Branchinecta vuriloche ingår i släktet Branchinecta och familjen Branchinectidae. Inga underarter finns listade.